# بناية
البِناية أو حِرفة البناية أو حِرفة البِناء أو صناعة البناء أو الإعمار أو الإنشاء أو التعمير هي بناء هياكل من وحدات فردية، والتي غالبًا ما تُركز وتُربط ببعضها البعض بالملاط، يمكن أن يشير مصطلح حجارة البناء أيضًا إلى الوحدات نفسها. المواد الشائعة لحجارة البناء هي الطابوق، وحجر البناء مثل الرخام، والجرانيت، والحجر الجيري، والحجر المصبوب، والطوب الخرساني، والكتل الزجاجية، والطوب. حجارة البناء عمومًا هي شكل من أشكال الإنشاء عالية المتانة. ومع ذلك فالمواد المستخدمة، ونوعية الملاط وجودة العمل، والنمط الذي تُجمع فيه الوحدات يمكن أن يؤثر فعليًا على المتانة الإجمالية للبناء. يطلق على الشخص الذي يشيد البناء: عامل البناء أو البنّاء. كلاهما مصنّفان كعاملي إنشاء.

## التطبيقات
تُستخدم حجارة البناء عادةً في الجدران والمباني. يعتبر الطوباق والطوب الخرساني من أكثر أنواع حجارة البناء شيوعًا في الدول الصناعية وقد يكون إما حاملًا للوزن أو قشرة (معمارية). يوفر الطوب الخرساني، وخاصة المفرغ، إمكانيات مختلفة في بناء البناء. يوفر عمومًا مقاومة ضغط كبيرة وهي الأنسب للهياكل ذات التحميل العرضي الخفيف عندما يبقى مفرغًا. إن ملء بعض أو كل الطوب الخرساني المفرغ بالخرسانة أو بالخرسانة المسلحة (عادةً حديد التسليح) يوفر مقاومة شد ومقاومة عرضية أكبر بكثير للهياكل. تُدفع عادةً رواتب عمال البناء كل ساعة حسب مكانتهم.

### المزايا
- استخدام مواد مثل الطابوق والأحجار يمكن أن يزيد من الكتلة الحرارية للمبنى.
- حجارة البناء منتج غير قابل للاحتراق ويمكن أن يحمي المبنى من النار.
- الجدران الحجرية أكثر مقاومة للمقذوفات، مثل الحطام الناتج عن الأعاصير البحرية أو الأعاصير القمعية.

### المساوئ
- يمكن أن يتسبب الطقس القاسي، في ظروف معينة، في تفسخ البناء بسبب قوى التمدد والتقلص المرتبطة بدورات ذوبان الجليد.
- يميل البناء إلى أن يكون ثقيلًا ويجب أن يبنى على أساس قوي، مثل الخرسانة المسلحة، لتجنب الترسيب والتشقق.
- بخلاف الخرسانة لا تفسح حجارة البناء مجالًا للمكننة، وهي تتطلب عمالة أكثر مهارة من تشكيل الهيكل الخشبي.
- تتكون حجارة البناء من مكونات ضعيفة الارتباط ولديها تفاوت مسموح منخفض لتغير المكونات مقارنة بالمواد الأخرى مثل الخرسانة المسلحة أو البلاستيك أو الخشب أو المعادن.

### القيود الإنشائية
تتميز حجارة البناء بمقاومة ضغط عالية تحت الأحمال الرأسية ولكن لديها مقاومة شد منخفضة (ضد الالتواء أو التمدد) ما لم يُقوَ. يمكن زيادة مقاومة الشد للجدران الحجرية عن طريق زيادة سماكة الجدار، أو عن طريق بناء ركائز حجرية (أعمدة عمودية أو أضلاع) على مسافات. حيثما يكون ذلك عمليًا، يمكن إضافة حديد تسليح مثل مجرى الرياح.

## قشرة البناء
يتكون جدار قشرة البناء من وحدات حجرية، عادة ما يكون من الطوب الصلصالي، يُركب على أحد جانبي الجدار أو على كلا الجانبين، وهو جدار مستقل هيكليًا يُشيد عادةً من الخشب أو حجارة البناء. في هذا السياق فإن طوب البناء ديكوري في المقام الأول وليس هيكلي. تتصل قشرة الطوب عمومًا بالجدار الهيكلي بواسطة روابط من الطوب (شرائط معدنية متصلة بالجدار الهيكلي، وكذلك مفاصل الملاط من قشرة الطوب). يوجد عادة فراغ هوائي بين قشرة الطوب والجدار الهيكلي. نظرًا لأن الطوب المرتكز على الصلصال لا يكون مقاومًا للماء تمامًا، فغالبًا ما يكون للجدار الهيكلي سطح مقاوم للماء (عادةً ما يكون ورق القطران) ويمكن ترك فتحات تصريف عند قاعدة قشرة الطوب لارتشاح الرطوبة التي تتراكم داخل الفراغ الهوائي. أحيانًا يُستخدم الطوب الخرساني والأحجار الحقيقية والتراثية وقشرة الطوب بطريقة تشبه القشرة.
تتميز معظم المباني المعزولة التي تستخدم الطوب الخرساني أو الطابوق أو الطوب أو الحجر أو القشرة أو أي مزيج منها بالعزل الداخلي على شكل قطع مصنوعة من الألياف الزجاجية بين الجدران الخشبية المعشقة أو على شكل ألواح عزل صلبة مغطاة بالجص أو الجدران الجافة. في معظم المناخات، يكون هذا العزل أكثر فعالية بكثير على الجزء الخارجي من الجدار، مما يسمح لداخل المبنى بالاستفادة من الكتلة الحرارية المذكورة آنفًا للبناء. غير أن هذه التقنية تتطلب نوعًا من السطح الخارجي المقاوم للعوامل الجوية فوق الطبقة العازلة، وبالتالي  فهي عادةً أكثر تكلفة.

## مجموعة البناء الجاف
لا تعتمد قوة الجدار الحجري بالكامل على الرابطة بين مواد البناء والملاط، غالبًا يكون الاحتكاك بين طوب البناء المتشابك قويًا بدرجة كافية لتوفير قدر كبير من القوة من تلقاء نفسه. يحوي الطوب في بعض الأحيان على أخاديد أو ميزات سطح إضافية لتعزيز هذا التشابك، وبعض هياكل البناء الجافة تتخلى عن الملاط تمامًا.

## الطوباق
يتكون البناء المصنوع من الطوب الصلب من اثنين أو أكثر من الطوب العمودي مع الوحدات التي تعمل أفقياً (تسمى عوارض الطوب) مربوطة مع طوب يمتد عرضيًا على الحائط (يسمى الطوب «الرأسي»). يُعرف كل صف من الطوب بالمسار. يؤدي نمط الرؤوس والعوارض المستخدمة إلى ظهور «روابط» مختلفة مثل الرابطة المشتركة (يتألف المسار السادس من الرؤوس)، والربط الإنجليزي، والربط الفلمنكي (مع وجود عارضة وطوب رأسي متناوب في كل مسار). يمكن أن تختلف الروابط في القوة وقدرة العزل. تميل الروابط المتداخلة رأسيًا إلى أن تكون أقوى إلى حد ما وأقل عرضة للتصدع الكبير من الرابطة غير المتداخلة.

### التماثل والبساطة
يتيح الاختيار الواسع لأنماط الطوباق والأنواع المتاحة عمومًا في الدول الصناعية تنوعًا كبيرًا في ظهور المنتج النهائي. في المباني التي بنيت خلال الخمسينيات والسبعينيات من القرن العشرين، كانت درجة تماثل الطوباق عالية والدقة في البناء نموذجية. في الفترة التي انقضت منذ ذلك الحين كان هذا الأسلوب يعتبر عقيما للغاية، لذلك بُذلت محاولات لتقليد العمل القديم الأكثر خشونة. بعض أسطح القرميد مصنوعة لتبدو بسيطة خاصةً عن طريق تضمين الطوباق المحروق، الذي له لون أغمق أو شكل غير منتظم. قد يستخدم البعض الآخر طوبًا قديمًا قابل للإصلاح، أو قد يكون عمر الطوب الجديد مصطنعًا عن طريق تطبيق علاجات سطحية مختلفة، مثل التدوير. نُفذت محاولات بسيطة في أواخر القرن العشرين من قِبل بنائين متخصصين بأسلوب فني حر، إذ كانت المسارات غير مستقيمة عن قصد، لتشكيل انطباعات عضوية أكثر.

### البناء الأفعواني
الجدار الأفعواني هو جدار من الطوب يتبع مسار أفعواني، بدلاً من الخط المستقيم. هذا النوع من الجدران أكثر مقاومة للسقوط من الجدار المستقيم، لدرجة أنه قد يكون مصنوعًا من قطعة واحدة عمودية من الطوب غير المدعم، وعلى الرغم من طوله فقد يكون أكثر اقتصادًا من الجدار المستقيم.

## الحماية من الحرائق
الجدران الحجرية لها تأثير ماص للحرارة، كما هو الحال في المياه المرتبطة كيميائياً والرطوبة غير المرتبطة من الكتلة الخرسانية والخرسانة المصبوبة إذا كانت فتحات التصريف داخل الطوب ممتلئة. يمكن للبناء أن يتحمل درجات حرارة تصل إلى 1000 درجة فهرنهايت ويمكن أن يتحمل التعرض المباشر للنيران لمدة تصل إلى 4 ساعات. بالإضافة إلى ذلك، يُبقي البناء الخرساني الحرائق في الغرفة التي ينشب فيها 93% من الوقت. ولهذه الأسباب، تمتلك وحدات البناء الخرسانية أعلى تصنيف لانتشار لهب النار من فئة إيه.
يمكن أيضًا بناء مباني حجرية لزيادة السلامة والحد من الأضرار الناجمة عن الحريق، مثل استخدام فواصل الحريق أثناء البناء.

## النمذجة الميكانيكية للهياكل الحجرية
من وجهة نظر نمذجة المواد، تعتبر حجارة البناء مادة خاصة ذات خواص ميكانيكية شديدة (مع نسبة عالية جدًا بين مقاومة الانضغاط والتوتر)، إذ لا تنتشر الأحمال المطبقة مثلما تفعل في الأجسام المرنة، ولكن تميل للتنقل على طول الخطوط الشديدة الصلابة.